# 夢魔

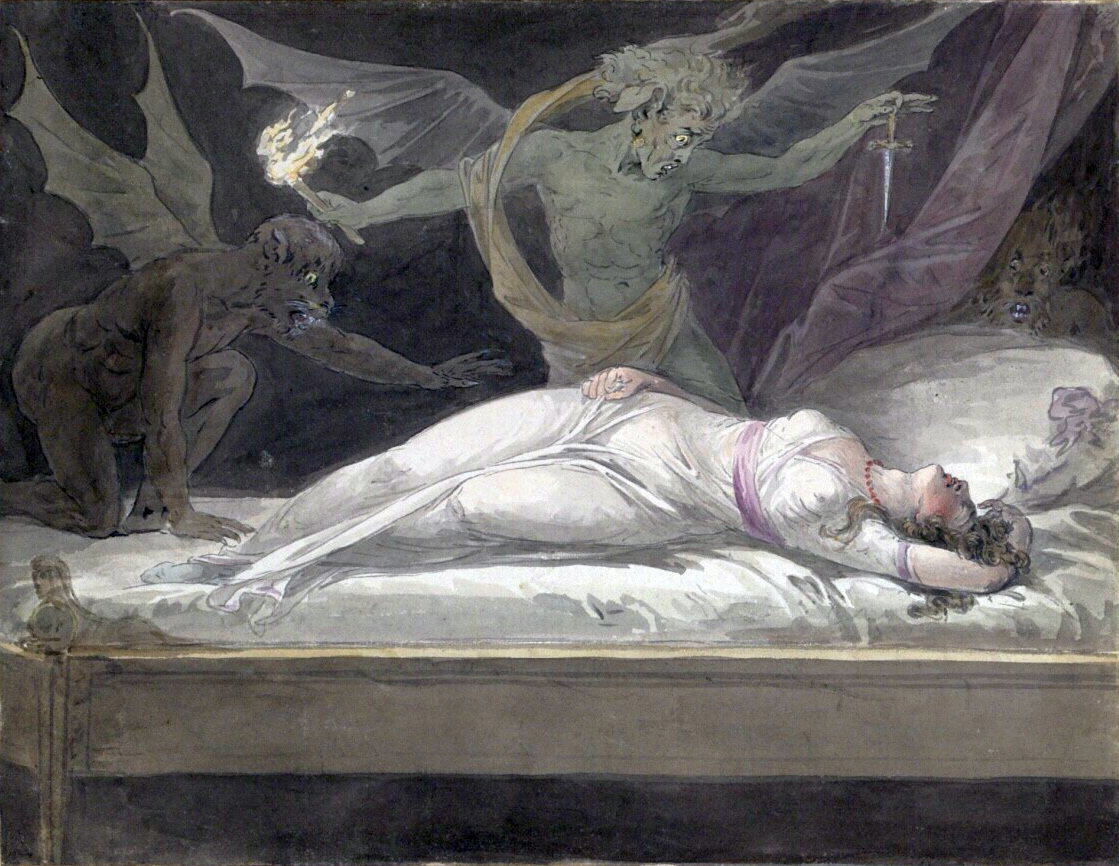
インキュバスに襲われる女性

夢魔（むま 〈インクブス ラテン語: incubus [ˈɪŋ.kʊ.bʊs]、インキュバス Incubus [ˈɪn.kjə.bəs] はラテン語の英語読み〉）は、古代ローマ神話とキリスト教の悪魔の一つ。淫魔（いんま）ともいう。夢の中に現れて性交を行うとされる下級の悪魔。
馬の形をした妖魔（ボギー）ナイトメア（英：Nightmare）も夢魔と呼称されるが、本項では説明を割愛し、人間型のみを取り上げる。なお、ナイトメアはその形から夢馬（むま）とも言われる。

## 概要

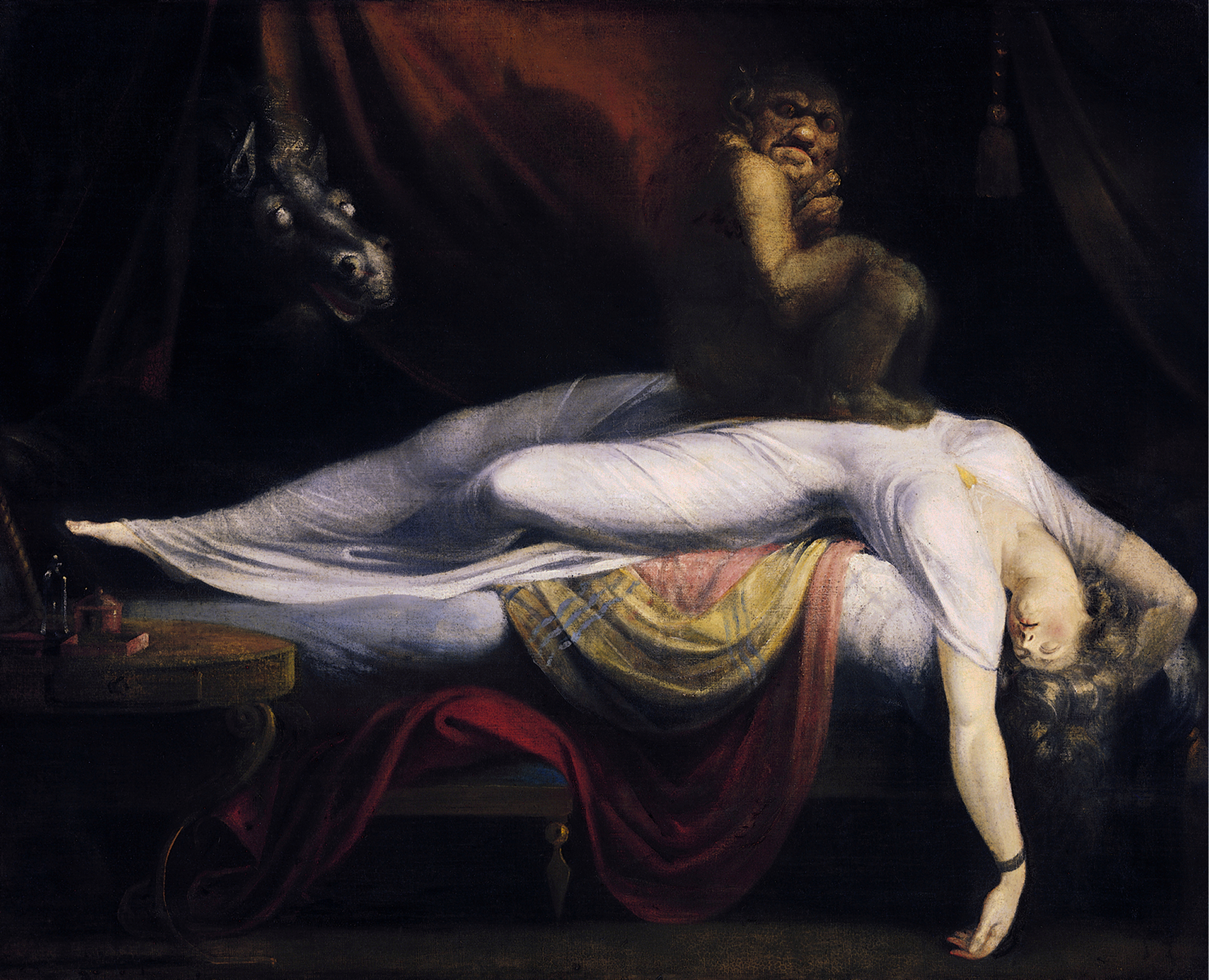
ヨハン・ハインリヒ・フュースリーの絵画「夢魔」。

インキュバスは男性型の悪魔で、睡眠中の女性を襲い精液を注ぎ込み、悪魔の子を妊娠させる。女性の姿をした（もしくは女性に変身した）夢魔は、サキュバス（英: Succubus）といい、睡眠中の男性を襲い、誘惑して精液を奪う。こちらの詳細は「サキュバス」を参照のこと。
それぞれラテン語の「のしかかる（incubo）（男性型名詞）」、「不倫の相手の愛人（succuba）（女性型名詞）」または「下に寝る（succubare）」に由来している。以下、インキュバス（男夢魔）、サキュバス（女夢魔）と表記する。古くはアウグスティヌス『神の国』第15巻23章に、森の精霊シルウァーヌスやファウヌスはインキュバスと呼ばれ、しばしば女性を襲って欲望を満たす、という当時の俗信についての記述がある。
どちらも、自分と性交したくてたまらなくさせるために、襲われる人の理想の異性像で、服を着ず下半身は裸で現れる。そのため、その誘惑を拒否することは非常に困難だった。人の形態をとるだけでなく、標的となった人間の寝室には蝙蝠に化けて侵入するともされている。ただし、これらの姿を変える能力を剥がした正体は醜い怪物とも語られている。
一説にはインキュバスとサキュバスは同一の存在であり、自身に生殖能力が無いため、人間男性の精液を奪って人間女性を妊娠させ、繁殖しているとされる。
ヨーロッパのある地方では「枕元に牛乳があると、サキュバスはそれを精液と間違えて持ってゆく」と言われ、悪魔よけに小皿一杯の牛乳を枕元に置いて眠るという風習があった。
ルネサンス時代には「インキュバスは実際に女性を妊娠させるのか？」という議論が真面目に行われていた。というのも、この時代は生活環境の変化によって人々が性に奔放になり、都市部の若い（時には少女とも呼べるほどの年齢の）女性が父親不明の私生児を抱える例が多かったのである。さらに不犯であるべき聖職者が犯してしまった性行為などもサキュバスの影響下にあったと解されたのだという。
因みに当時のキリスト教の教義では婚前の性交渉はタブーとされていたため、女性が望まぬ子供を孕んだときには“インキュバスの仕業だ”とされて、不義密通の言い訳として大変役立ったようである。
サキュバスに襲われた男性は、いわゆる夢精をした状態となり、夢精はサキュバスの仕業と信じられていた。

## 生殖能力
ジェフリー・オブ・モンマスがラテン語で書いたブリテン（グレートブリテン島）に関する偽史書『ブリタニア列王史』（1136年頃）によると、『アーサー王伝説』に登場する魔術師マーリンはウェールズ南西部の小国ダヴェドの王女が、夢魔（インキュバス）に誘惑されて生んだ子とされている記述がある。

## 普遍的な「夢魔」
キリスト教以外にも、夢魔によく似た存在（特に男性の夢に現れ精を奪うもの）が現れる宗教・伝承は多く、世界中に見られる。
インキュバス・サキュバス以外で「夢魔」の特徴を持つもの
- アルプ
- エムプーサ
- ナイトメア
- リリス
- リリン
- ドルード (夢魔)（ドイツ語版） - 南ドイツやオーストリアに伝わる伝承。Drudenfussという逆五芒星、アダーストーン（英語版）、Drudenmesserという夢魔除けナイフを使用する儀式を行うなどで払う。